# Archives of Osteoporosis
Archives of Osteoporosis es una revista médica revisada por pares publicada por Springer Science+Business Media. Se estableció en 2006 y es una publicación oficial de la Fundación Internacional de Osteoporosis y la Fundación Nacional de Osteoporosis de los Estados Unidos. La revista se publica anualmente y cubre las especificidades de las regiones de todo el mundo en relación con la epidemiología , incluidos los valores de referencia para la densidad ósea y el metabolismo óseo , así como los aspectos clínicos de la osteoporosis y otras enfermedades óseas. Los actuales coeditores en jefeson John Kanis y Felicia Cosman.

## Métricas de revista
2022
- Web of Science Group : 2.617
- Índice h de Google Scholar:35
- Scopus: 2.636